# EPIC 212803289b
EPIC 212803289b — близька за своїм розміром до Юпітера (1,29 радіусів Юпітера) екзопланета, а її маса на 3 відсотки менше, ніж маса найбільшої планети нашої Сонячної системи. Об'єкт робить один оберт навколо своєї зірки всього за 18,25 днів. Температура екзопланети становить 1000 градусів за Цельсієм, і тому вона  класифікована як гарячий Юпітер. Планета є ще більш гарячою, так як вона, припливно заблокована, а це означає, що одна з її сторін завжди звернена до зірки, в той час як на інші частині постійна ніч. У тому випадку, якщо планета припливно заблокована, температура на її сонячній стороні може досягати 1 350 градусів Цельсія.

## EPIC 212803289
EPIC 212803289 – це яскрава, багата металами зірка, розташована  в 1 970 світлових роках від Землі в сузір'ї Діви. Хоча EPIC 212803289 має таку ж температуру, що і Сонце, вона в три рази більше і в 1,6 рази масивніше нашої зірки. EPIC 212803289 була виявлена в ході додаткової місії Кеплер К2 (НАСА), а існування біля неї екзопланети було підтверджено в ході подальших спостережень.

## Майбутнєгарячого юпітера
Найближчим часом EPIC 212803289 почне розширюватися, і перетворившись на червоного гіганта, поглине планету. Це станеться відносно скоро за астрономічними мірками – через 150 мільйонів років.

## СупутникEPIC 212803289
Крім  EPIC 212803289 b, у зірки існує ще один супутник. На основі вимірювання радіальної швидкості, в системі є третій об'єкт з орбітальним періодом більш 236 днів і масою понад 22 мас Юпітера. Зазначається, що цей об'єкт цілком може виявитися коричневим карликом з орбітою в межах 2,7 а.е.